# Het Grootste Taboe
Het Grootste Taboe was een televisieprogramma van de Nederlandse publieke omroep KRO uitgezonden op 25 oktober 2006.

## Opzet
In dit televisieprogramma gepresenteerd door Anita Witzier en Sven Kockelmann onderzochten zij samen met opinieonderzoeksbureau TNS NIPO honderd taboes in Nederland.
De taboes werden getoond door middel van liedjes, reportages en discussies, en aan het eind van de uitzending werd een lijst van honderd taboes geopenbaard, de Taboe Top 100, die gebaseerd was op de bevraging van duizenden Nederlanders door TNS NIPO.